# Кочубеївська вулиця (Київ)
Кочубе́ївська ву́лиця — вулиця в Голосіївському районі міста Києва, місцевість Забайків'я. Пролягає від Гайдамацької вулиці до Забайківської вулиці.

## Історія
Вулиця виникла наприкінці XIX століття під назвою Стецька (Стоцька), на честь місцевого землевласника (у довідниках «Весь Кіевъ» за 1902, 1909, 1911 роки вказана як 1-й Стоцький провулок). Сучасна назва — у 1920–1926 роках та з 1944 року. У 1926–1944 роках — вулиця Уборичева.
Забудова вулиці — приватна малоповерхова, переважно 1-ї половини XX століття.